# Kawasaki Ki-48
Die Kawasaki Ki-48 war das wichtigste leichte Bombenflugzeug Japans zu Beginn des Zweiten Weltkrieges. Es wurde während des Zweiten Japanisch-Chinesischen Krieges 1940 zum ersten Mal eingesetzt.

## Geschichte
Das Projekt „Lily“, wie der Bomber bei den Alliierten hieß, wurde Ende 1937 auf Nachfrage der japanischen Armee aufgenommen. Kawasaki bekam den Auftrag, einen Schnellbomber zu entwickeln, der in 3000 Metern Höhe eine Geschwindigkeit von 480 km/h erreichen und fähig sein sollte, in zehn Minuten auf 5000 Meter Höhe zu steigen. Inspiriert wurde man dabei von dem sowjetischen Schnellbomber Tupolew SB-2. Bei der Entwicklung der Ki-48 kamen dem Hersteller die Erfahrungen beim Bau der Ki-45 zugute. Bei der Planung traten diverse technische Probleme auf, die jedoch großteils behoben wurden. Der Bomber blieb allerdings sehr defektanfällig.
Die Ki-48 konnte eine Bombenlast von lediglich 400 kg transportieren (weniger als beispielsweise der zeitgleiche Jagdbomber Typhoon) und war mit nur drei Maschinengewehren ausgerüstet. Das machte sie für feindliche Jäger sehr verwundbar. Bei ersten Kampfhandlungen mit amerikanischen Flugzeugen verlor die kaiserliche Armee einen Großteil der Maschinen. Auch ließen die Flugeigenschaften der Ki-48 zu wünschen übrig. Sie waren langsam und schwerfällig und trotz ihrer mangelhaften Panzerung relativ schwer und daher nicht leicht zu manövrieren. Das darauffolgende Modell, die Ki-48-II (April 1942), sowie die Ki-48-IIc (1943) konnten nur wenige Neuerungen vorweisen.
Die vierköpfige Besatzung hatte alle Hände voll zu tun, während des Bombenabwurfs die Maschine in der Luft zu halten und trotzdem Treffer zu erzielen.
Diese Maschine muss nicht unbedingt als Misserfolg gelten – sie war eher der gescheiterte Versuch, einen effektiven Bomber zu produzieren, der dem Feind Paroli bieten konnte.

## Technische Daten
| Kenngröße             | Daten |
| --------------------- | --- |
| Spannweite            | 17,45 m |
| Länge                 | 12,75 m |
| Höhe                  | 3,80 m |
| Flügelfläche          | 28 m² |
| Flügelstreckung       | 10,9 |
| Leermasse             | 5800 kg |
| max. Startmasse       | 6500 kg |
| Triebwerk             | 2 luftgekühlte 14-Zylinder-Sternmotoren Nakajiama Ha-115 mit je 1.130 PS (831 kW)                                |
| Höchstgeschwindigkeit | 478 km/h |
| Dienstgipfelhöhe      | 8900 m |
| Reichweite            | 2300 km |
| Bewaffnung            | 3 × 7,62-mm-MG; Ki-48: bis 400 kg Bomben auf kurzen Strecken Ki-48-II: 500 kg Bomben, 800 kg auf kurzen Strecken |